# Ruth Cidor-Citroën

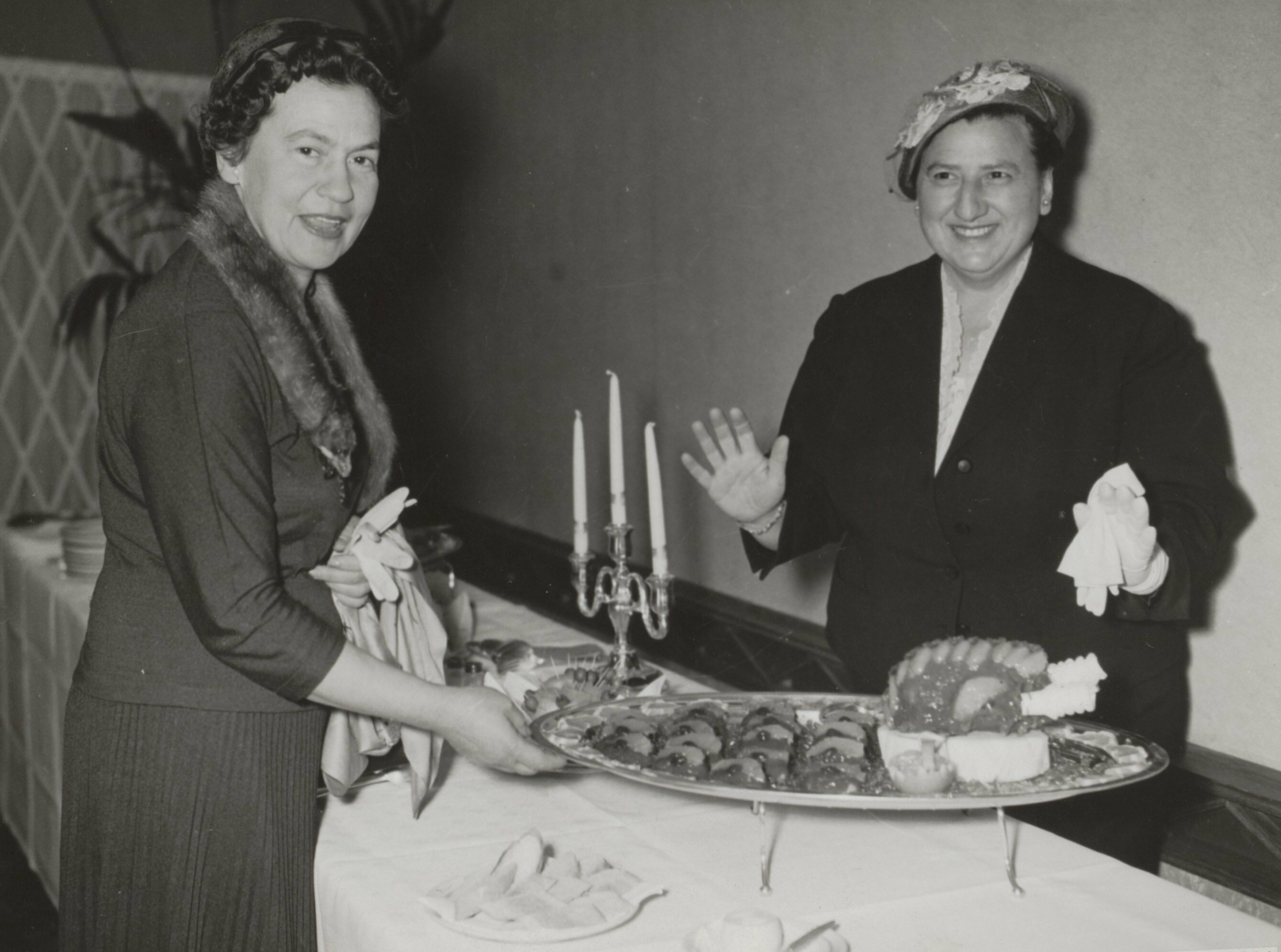
Links Ruth Cidor-Citroën (1958)

Ruth Cidor-Citroën (geboren als Franziska-Margarete Vallentin 25. November 1906 in Berlin; gestorben 26. Februar 2002 in Jerusalem) war eine deutsch-israelische Künstlerin.

## Leben
Margarete Vallentin wuchs in einem Elternhaus auf, das enge Kontakte zu deutschen Revolutionären, russischen Exilanten und europäischen Avantgardekünstlern unterhielt. Ihr Vater war der Schauspieler und Schriftsteller Franz Albert Vallentin (1882–1918). „Die besten und treuesten Freunde“ ihrer Eltern waren „die Liebknechts und Rosa Luxemburg, wenn sie nicht gerade im Gefängnis saßen oder versteckt waren“. Karl Liebknechts Kinder waren ihre liebsten Spielkameraden. Über ihren Onkel, den Regisseur Richard Vallentin, hieß es in der Vossischen Zeitung: „Der geniale Schweizer Richard Vallentin, der eigentliche Erfinder der neuen Reinhardt-Bühnen“. Dessen Sohn Maxim Vallentin ging ebenfalls ans Theater. Ihre Mutter Margarete Vallentin, geb. Hoffmeister († Februar 1917 in Berlin) war gelernte Lehrerin; sie schrieb Kinderopern, die in Schulen und kleinen Theatern aufgeführt wurden, und verdiente der Familie mit Kinderbüchern, Spielheften mit Ausschneidebögen, etwas hinzu.
Ruth hatte vier Geschwister, die älteste war die 1905 geborene Judith, verheiratete Auer, ein Jahr später kam der Bruder Lucas und 1910 die Zwillingsgeschwister Andreas und Gabriele, die in einem Kinderheim und später bei Pflegeeltern aufwuchsen. Ihre Eltern starben jedoch früh und sie kam in Pflegefamilien. Zusammen mit ihrer Schwester Judith besuchte sie das private Kollmorgensche Lyceum in der Berliner Keithstraße, von der Schulgeldzahlung waren sie befreit. Bis kurz vor ihrem 13. Geburtstag lebte sie mit ihrer Schwester Judith zusammen. Ende des Jahres 1919, also bereits als Dreizehnjährige, erhielt sie eine Lehrstelle in der Teppichweberei des gerade gegründeten Bauhauses in Weimar. Vallentin-Citroen war mit eigenen Entwürfen an der Wanderausstellung von Bauhaus-Stoffen beteiligt, die im Oktober 1930 bei J. B. Neumann in München ihren Anfang nahm. Mit 17 Jahren verließ sie das Bauhaus und ging nach Berlin.

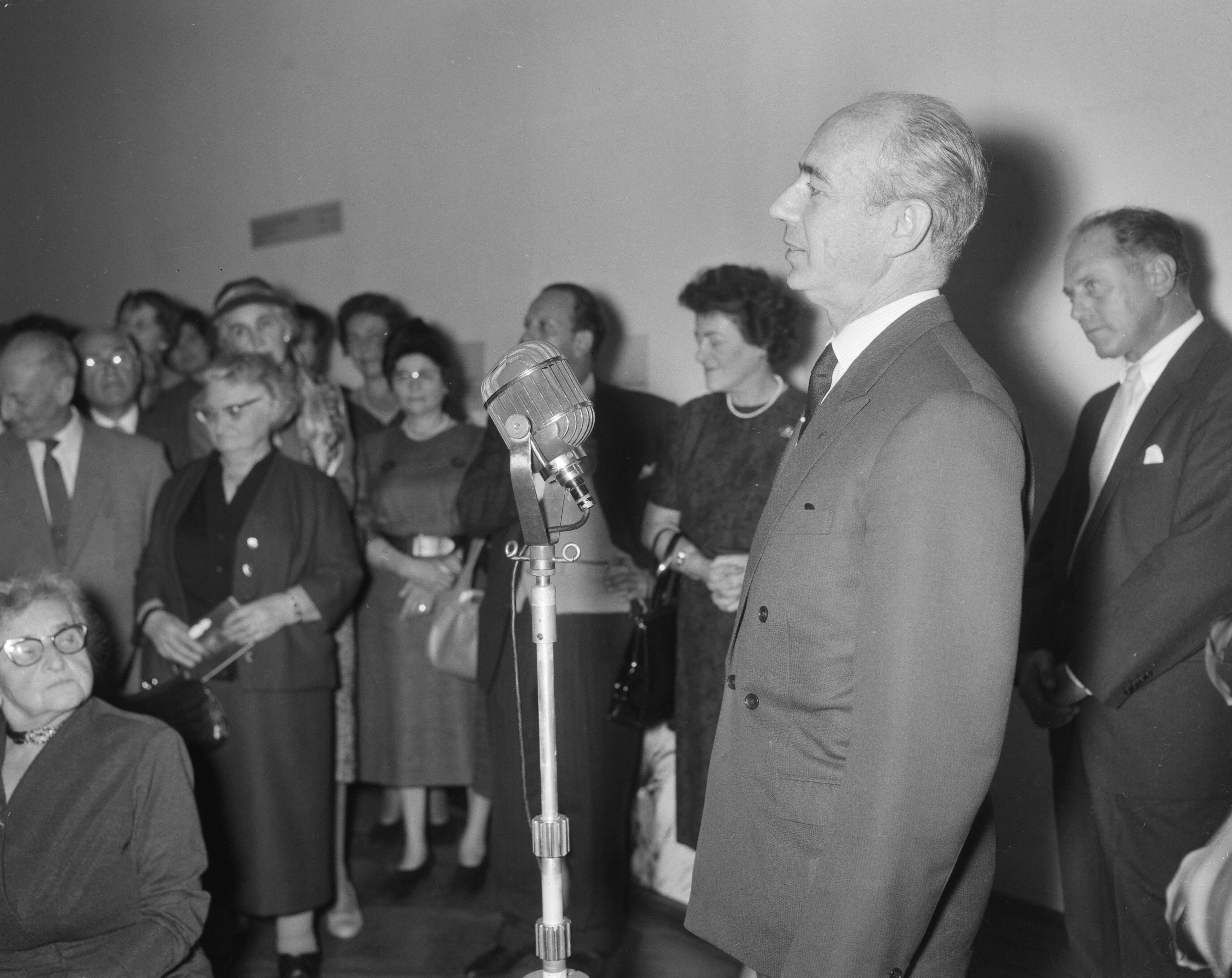
Botschafter Hanan Aharon Cidor (Niederlande, 1960)

Im Jahr 1925 lebte Ruth Vallentin, zusammen mit ihrer Schwester Judith, in der Frobenstraße in Berlin-Wedding. Im Oktober dieses Jahr heiratete sie als 18-Jährige den 19 Jahre alten, angehenden Berliner Pelzhändler Hans Citroen (1905–1985), jüngerer Bruder des Bauhäuslers Paul Citroen, dessen Familie aus den Niederlanden stammte. Später in Israel nannten sie sich in Cidor um. Nach der Machtübergabe an die Nationalsozialisten 1933 musste Hans Citroen aus rassistischen Gründen sein Pelzgeschäft A. B. Citroen in Berlin veräußern, und das Ehepaar wanderte mit der 1926 geborenen Tochter Charlotte (genannt „Dolly“, später umbenannt in Tamar) nach Frankreich aus, wo sich Hans Citroen in Paris erneut selbständig machte. Sie wohnten nicht weit davon, in Ville-d’Avray. 1934 kamen hier ihr Sohn Vincent und 1939 ihre zweite Tochter Eliane zur Welt. Ruth Vallentin erhielt Aufträge für die Ausgestaltung von Kinderbüchern im Verlag Flammarion.
Bei der deutschen Besetzung Frankreichs 1940 floh die Familie nach Vichy-Frankreich, etliche Familienmitglieder in Deutschland und in den Niederlanden wurden Opfer der deutschen Judenverfolgung. Ruth Vallentins Schwester Judith Auer, die in ihrem Keller mit anderen Aktivisten Flugblätter druckte, wurde Ende 1944 als Widerstandskämpferin in Berlin enthauptet. Im Herbst 1942 gelang der Familie von Le Sappey aus eine dramatische Flucht über die verschneiten Alpen in die Schweiz, wo sie in einem Flüchtlingslager bei Genf unterkamen. 1952 wanderten sie nach Israel aus, Ruth Cidor war dort weiterhin künstlerisch tätig. Hanan Aharon Cidor arbeitete für das Israelische Außenministerium und war von 1957 bis 1963 israelischer Botschafter in den Niederlanden.
Ruths Bruder Andreas, als aktiver Kommunist bekannt, gelang es mit Hilfe im Untergrund tätiger linker Organisationen nach Russland zu fliehen, wo er die russische Staatsbürgerschaft erlangte. Trotzdem unter Stalin als Emigrant deportiert, verstarb er dort in einem Arbeitslager an Erschöpfung. Die Schwester Gabriele wanderte im März 1949 nach Jerusalem aus.
Im Jahr 1979 kamen die Cidors, einer Einladung des Regierenden Bürgermeisters Dietrich Stobbe folgend, noch einmal nach Berlin. Nachdem eine erste Begegnung mit dem Deutschland der Nachkriegszeit im Jahr 1951 für sie noch traumatisch verlaufen war, beurteilte sie diese Reise später überwiegend positiv, „gelungen und interessant“. Anfang 1985 starb ihr Ehemann. Sie verließ ihr Haus des im Südwesten von Jerusalem gelegenen Viertels Beit HaKerem und zog in ein Seniorenheim, wo sie 1997 im Alter von 91 Jahren begann, ihre Erinnerungen aufzuschreiben. Sie starb im Februar 2002 in Jerusalem, zwei Jahre nach der Fertigstellung des als Buch erschienenen Auszugs ihres umfangreicheren Manuskripts.

## Schriften
- Vom Bauhaus nach Jerusalem. Stationen eines jüdischen Lebens im 20. Jahrhundert. Nachwort Anja von Cysewski. Metropol Verlag, Berlin 2004, ISBN 978-3-936411-39-3.
- Neun Monate in Le Sappey: Solidarität und Hilfe für deutsche Juden in Südfrankreich. Biografische Vorbemerkung Anja von Cysewski. In: Wolfgang Benz (Hrsg.): Solidarität und Hilfe für Juden während der NS-Zeit. Band 4: Rettung im Holocaust: Bedingungen und Erfahrungen des Überlebens. Berlin: Metropol 2001, ISBN 3-932482-80-8, S. 9–28.